# Катимс, Милтон
Милтон Катимс (англ. Milton Katims, фамилия отца, изменённая при въезде в США, была Катимский; 24 июня 1909 — 27 февраля 2006) — американский альтист и дирижёр.
Учился в Колумбийском университете, начинал как скрипач, но по совету Леона Барзена перешёл на альт. Играл в различных камерных ансамблях, на протяжении 15 лет сотрудничал с Будапештским квартетом как дополнительный альт. Преподавал альт в Джульярдской школе и в Северо-Западном университете, а также в рамках мастер-классов в Израиле и Китае; среди его учеников, в частности, Питер Камницер. С 1943 г. Катимс занял место первого альта в Симфоническом оркестре NBC под руководством Артуро Тосканини и работал в нём вплоть до отставки Тосканини и роспуска оркестра в 1954 г.; за эти годы Катимс постепенно стал ассистентом Тосканини, и 87-летний итальянец, уходя, передал ему свою дирижёрскую палочку, с которой Катимс в том же году приступил к работе с Сиэтлским симфоническим оркестром. Этим коллективом Катимс руководил до 1976 г. Работа Катимса в Сиэтле получила большое признание: в 1963 г. ему была присуждена Премия Дитсона, вручающаяся дирижёрам за вклад в музыкальную жизнь США, а в 1964 г. он был признан человеком года в Сиэтле (с публикацией фотографии на обложке ежегодной городской телефонной книги).
В 2004 г. вышла книга воспоминаний «И нам очень приятно» (англ. The Pleasure Was Ours), написанная Катимсом вместе с женой и отразившая его выдающийся дар рассказчика.